# Episattus marmoratus
Episattus marmoratus är en insektsart som beskrevs av Brongniart 1897. Episattus marmoratus ingår i släktet Episattus och familjen vårtbitare. Inga underarter finns listade i Catalogue of Life.